# 가인 (호칭)
가인(일본어: 歌人 かじん[*])은 와카 또는 단카를 쓰는 인물을 뜻한다. 우타요미 (歌詠み(うたよみ))라고도 한다.